# Stiphropus dentifrons
Stiphropus dentifrons är en spindelart som beskrevs av Simon 1895. Stiphropus dentifrons ingår i släktet Stiphropus och familjen krabbspindlar. Inga underarter finns listade i Catalogue of Life.